# Старе Місто (Варшава)
Старе Місто у Варшаві (пол. Stare Miasto, розм. "Starówka") — найстаріший історичний район Варшави. Він обмежений Wybrzeże Gdańskie вздовж річки Вісла і з вулицями Grodzka, Mostowa, Podwale. Старе Місто — одне з найвідоміших туристичних місць Варшави.
Центром Старого Міста служить Ринкова площа з ресторанами, кав'ярнями і магазинами. Навколишні вулиці багаті середньовічною архітектурою, наприклад, міськими стінами, Варшавським барбаканом або Собором Святого Іоанна Хрестителя.

## Історія
Старе Місто Варшави було засновано в XIII столітті. Спочатку було оточене земляним валом, в 1339 р. а потім обнесено цегляними міськими стінами. Спочатку місто росло навколо замку князів Мазовії, який пізніше став іменуватися Королівським замком. Ринкову площу Старого Міста (Rynek Starego Miasta) була закладено наприкінці XIII-на початку XIV століття, уздовж головної дороги, що з'єднує Королівський замок з Новим Містом на півночі.
До 1817 р. найбільш помітною пам'яткою Старого Міста служила будівля ратуші, побудована 1429 р. У 1701 році Ринкову площу було перебудовано Тільманном ван Гамеренем, а в 1817 р. ратушу знесено. З XIX століття чотири сторони цієї площі стали носити імена чотирьох знаменитих поляків, що жили на відповідних сторонах: Ігнація Закшевського (південь), Гуго Коллонтая (захід), Яна Декрта (північ) і Францішека Барсса (схід). 
В 1918 р. Королівський палац знову став служити резиденцією вищого керівництва Польщі: президента Польщі і його канцелярії. Наприкінці 1930-х років, під час керування містом мера Стефана Старзінскі, муніципальна влада почала реконструкцію Старого Міста для відновлення його колишньої слави. Барбакан і стару ринкову площу міста було частково відновлено. Ці зусилля, однак, не було доведено до кінця через початок Другої світової війни. Під час вторгнення до Польщі (1939), велика частина району дуже сильно постраждала від атак німецьких люфтваффе, спрямованих у тому числі й на житлові райони міста та історичні пам'ятки. Після закінчення облоги Варшави 1939 частину Старого Міста було відновлено, але відразу ж після Варшавського повстання (серпень-жовтень 1944 р.) німці систематично знищували Старе Місто.
Після Другої світової війни Старе Місто було ретельно відновлено.

## Галерея

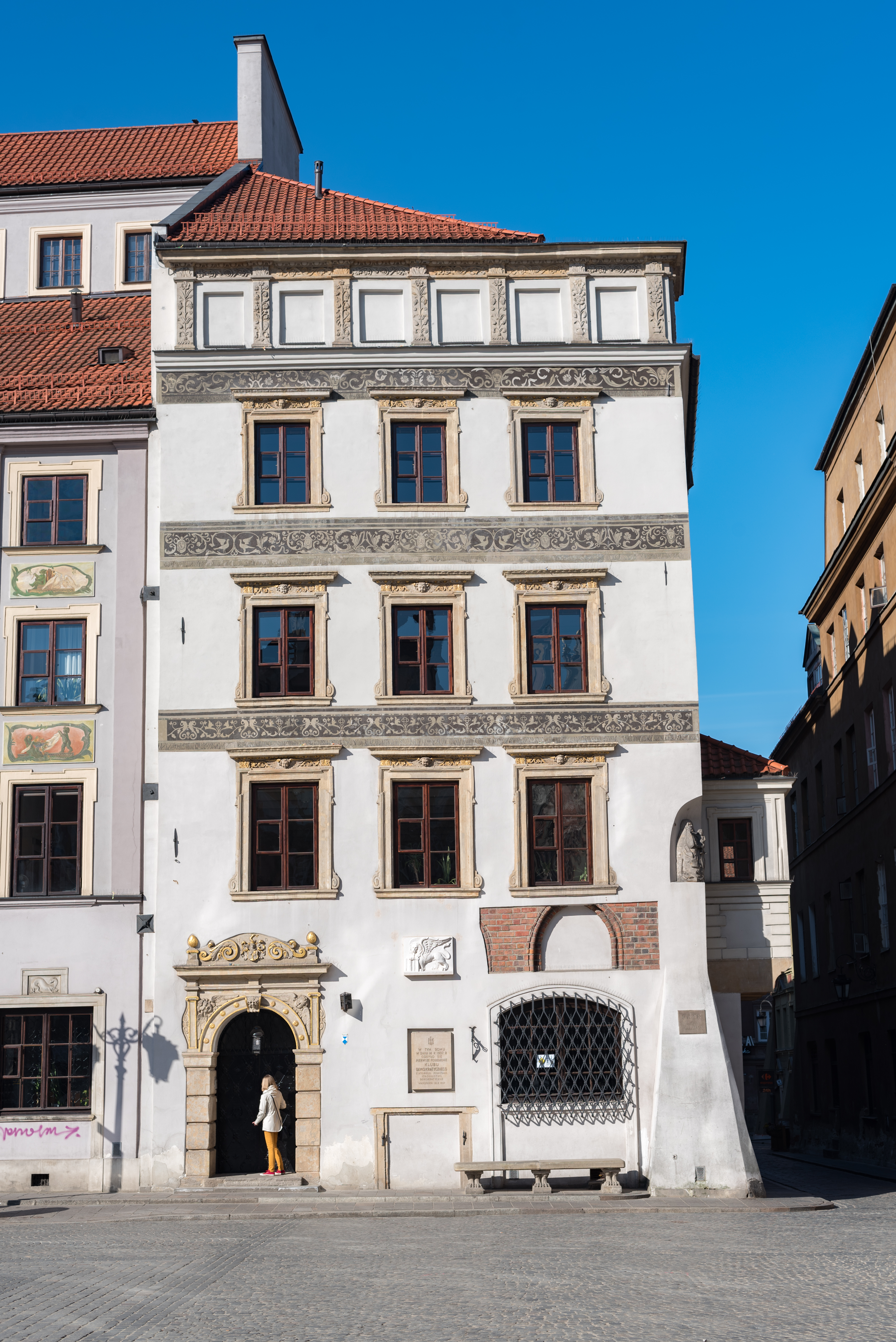
Будинок мазовецьких князів, побудований в 1466 році
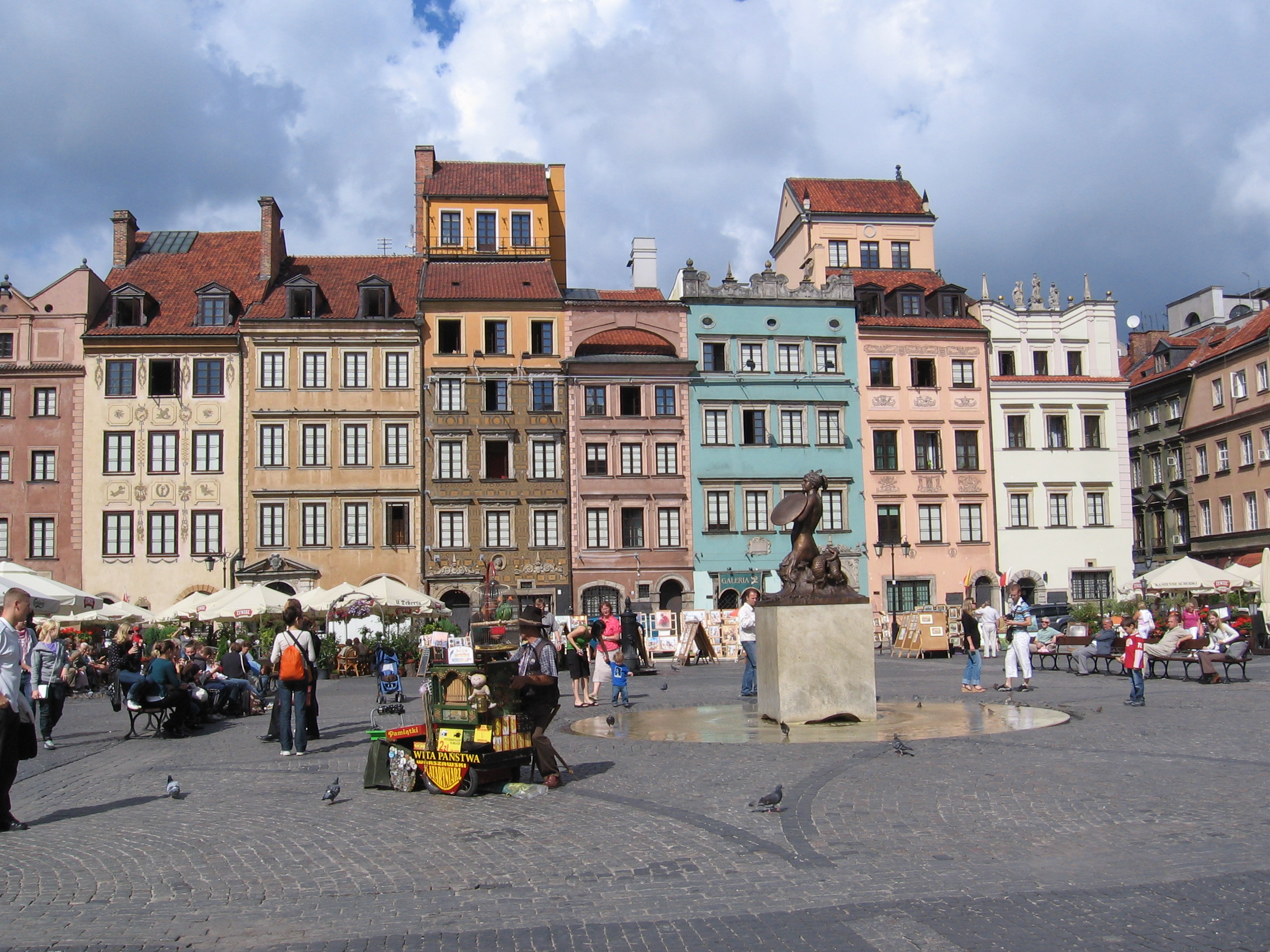
Ринкова площа Старого Міста (Rynek Starego Miasta)
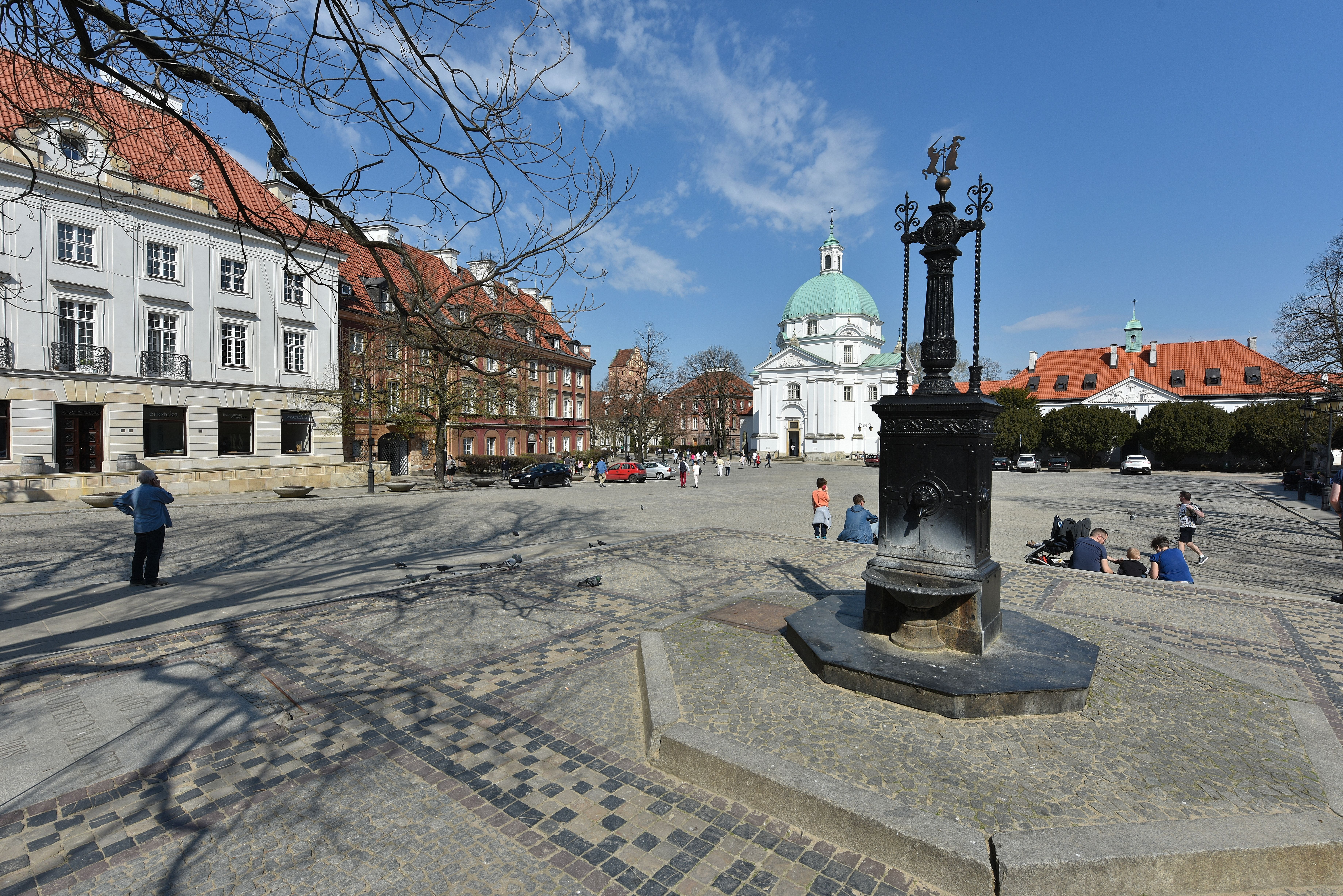
Нове Місто
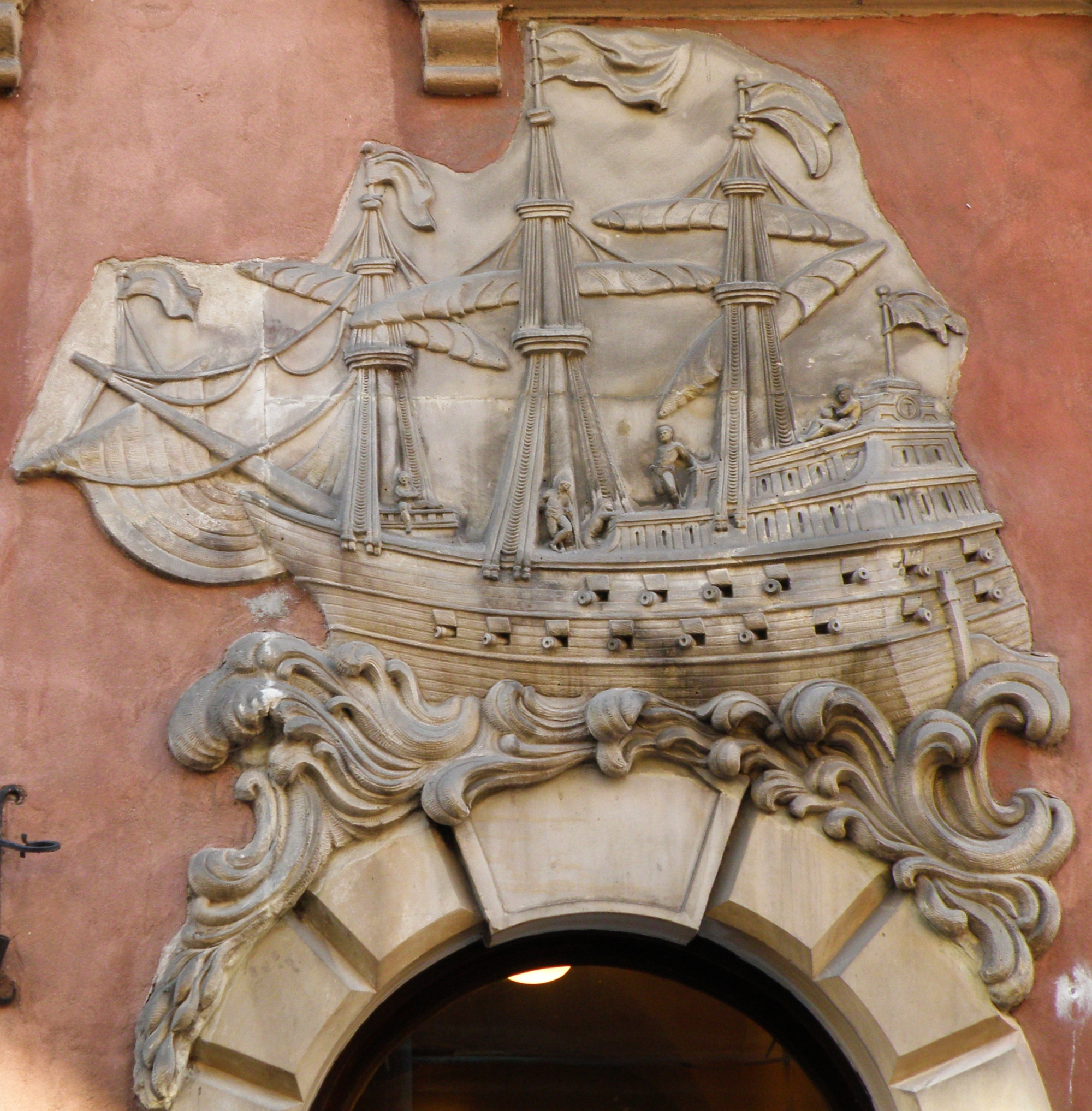
Портал будинку в стилі Рококо на вулиці Світоянска, поч. XVIII ст.

## Список Всесвітньої спадщини ЮНЕСКО
Варшавське Старе Місто було включено до списку ЮНЕСКО «як винятковий приклад майже повного відновлення історичного періоду між XIII—XX століттями».

## Інтернет-ресурси
- Віртуальний тур
- Сайт Королівського палацу
- Світлини Старого Міста